# Kościół Przenajświętszej Trójcy w Jordanowie
Kościół Przenajświętszej Trójcy – rzymskokatolicki kościół parafialny należący do dekanatu Jordanów archidiecezji krakowskiej.

## Historia

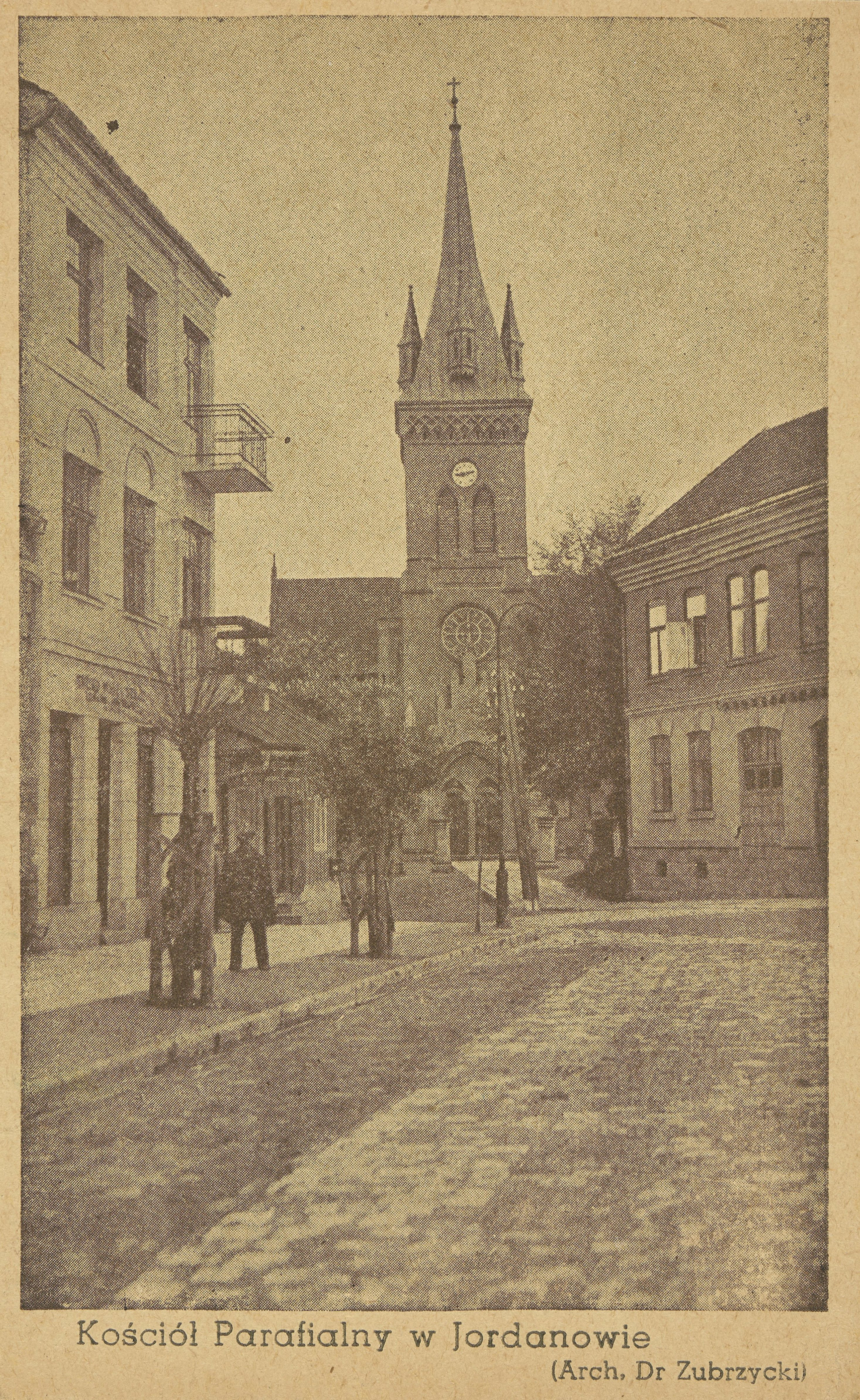
Kościół przed 1938 rokiem

Jest to świątynia wzniesiona w latach 1908–1913 według projektu architekta Jana Sas–Zubrzyckiego, profesora Politechniki Lwowskiej. Kamień węgielny został położony 17 października 1908 roku. Budowniczym świątyni był ksiądz Ludwik Choróbski. Świątynia została poświęcona 8 grudnia 1912 roku. 15 lat później został ukończony ołtarz główny. 8 grudnia 1972 roku kościół został konsekrowany przez kardynała Karola Wojtyłę. Na jego szczycie znajduje się figura Matki Bożej Niepokalanej.
Budowla ma 50 metrów długości i 30 metrów szerokości. Została zbudowana z czerwonej cegły, z kamiennym cokołem, w stylu neogotyckim. Nad nawą główną znajduje się sygnaturka z czterema wieżyczkami. W dużej wieży znajdują się obecnie trzy dzwony, które zostały kupione tuż po zakończeniu II wojny światowej. Jeden dzwon posiada napis: „Królowo Korony Polskiej, módl się za nami – Królowi wieków nieśmiertelnemu cześć i chwała”, drugi – „Królowo Polski, Ciebie za patronkę narodu polskiego uznajemy. Pomnij na oddany Tobie naród”. Natomiast trzeci dzwon jest dedykowany Trójcy Przenajświętszej.
We wnętrzu kościoła jest umieszczonych wiele obrazów i rzeźb. Najstarsze z nich powstały w XVI wieku. Przeniesione zostały z poprzedniego, nieistniejącego już, drewnianego kościoła, który był zbudowany w Jordanowie w latach 1576–1579. Najcenniejsze obrazy w świątyni przedstawiają Trójcę Świętą oraz Nawiedzenie Najświętszej Maryi Panny. Oba zostały namalowane w 1580 roku. Na ścianach kościoła są również zawieszone obrazy z XVII wieku przedstawiające św. Annę Samotrzeć i Chrystusa w cierniowej koronie. W kaplicy sióstr prezentek są umieszczone obrazy powstałe w XVIII wieku Matki Bożej z Dzieciątkiem Jezus i Matki Bożej Niepokalanego Poczęcia.

## Obraz Matki Bożej Trudnego Zawierzenia
W transepcie kościoła po prawej stronie znajduje się Rokokowy ołtarz boczny, w którym umieszczono uważaną za cudowną kopię obrazu Matki Bożej Częstochowskiej. Pierwsza wzmianka o nim pochodzi z 1618 roku. Jest namalowany na płótnie naklejonym na sosnową deskę. Z inicjatywy proboszcza ks. kan. Franciszka Gryga, w 1967 roku usunięto dwie młodsze warstwy malarskie, przywracając wizerunkowi pierwotny wygląd. 25 września 1994 roku obraz został ukoronowany przez kardynała Franciszka Macharskiego i otrzymał tytuł Matki Bożej Trudnego Zawierzenia. 9 października 2010 roku obraz został ukoronowany przez kardynałów Stanisława Dziwisza i Antonia Cañizaresa Lloverę koronami pobłogosławionymi przez papieża Benedykta XVI.